# 소부다이마에역
소부다이마에역(일본어: 相武台前駅)은 일본 가나가와현 자마시에 위치한 오다큐 전철 오다와라선의 역이다. 역 번호는 OH 30이다.

## 역사
- 1927년 4월 1일: 자마역으로 영업 개시."직통" 정차역이 됨. 또한, 각역정차는 신주쿠 ~ 이나다노보리토역(현, 무코가오카유엔역) 구간만 운행하고 있었음.
- 1937년
  - 6월 1일: 사관학교앞역(일본어: 士官学校前駅)으로 역명 변경.
  - 9월 1일: 급행 정차역이 됨.
- 1941년 1월 1일: 소부다이마에역으로 역명 변경.
- 1944년 11월: 태평양 전쟁의 전황 악화로 인한 급행 운행 중단.
- 1945년 6월: 과거에 신주쿠 ~ 이나다노보리토역 구간만을 운행하던 각역정차가 전 노선에서 운행하게 되어 각역정차의 정차역이 됨과 동시에 "직통"은 폐지됨.
- 1946년 10월 1일: 준급이 설정되어 정차역이 됨.
- 1960년 3월 25일: 통근준급이 설정되어 정차역이 됨과 동시에 일부의 통근급행과 급행 정차역이 됨.
- 1962년 10월 19일: 소부다이 공장 폐지.
- 1970년 7월: 소부다이마에역 교상역사화, 공용 개시.
- 1971년 4월 16일: 소부다이마에역의 역 건물 낙성.
- 1972년 12월 1일: 소부다이마에역 남쪽 출입구 완성.
- 1999년 7월 17일: 일부 급행 정차를 폐지하고 급행은 전 열차 통과가 됨.
- 2001년 3월: 남북 출입구 및 개찰구 층과 승강장 층을 연결하는 엘리베이터 공용 개시(이에 따라 역사 증축 공사 실시).
- 2004년 12월 11일: 구간준급이 설정되어 정차역이 됨.
- 2009년 2월 25일: 행선지 안내기가 설치되어 사용 개시.

## 역 구조
섬식 승강장 2면 4선의 지상역에서 교상 역사를 갖는다. 역사 남쪽에 전기도선을 갖추고 있다.
1999년 7월의 다이아 개정 전까지는 아침 저녁으로 옛 닛산 자마 공장의 통근자들을 목적으로 한 급행 열차의 일부가 정차했기 때문에 하차 플랫폼에는 분할 안내판 A가 존재했으나 2008년에 철거되었다.
역사 남쪽에 있는 유치선은 오다큐 전철의 전기 기관차와 화차의 기지였던 소부다이 공장의 터이다. 이 공장은 오노 공장으로 통합 및 폐지 후에도 전기 기관차와 화차는 계속 공장 자리에 유치선을 기지로 운용되고, 본선용 전기 기관차와 화차의 전폐까지 계속되었다.
하행 열차로 출퇴근 때는 당역에서 급행의 통과 대기를 하는 완행과 준급이 많다. 당역에 정차하는 막차 직전의 열차가 평일과 주말에 2개 존재한다.

### 타는 곳
| 번호 | 노선       | 방향 | 방면                             |
| ---- | ---------- | ---- | -------------------------------- |
| 1・2 | 오다와라선 | 하행 | 오다와라·하코네유모토 방면       |
| 3・4 | 오다와라선 | 상행 | 사가미오노·신주쿠· 지요다선 방면 |

- 내측 2선(2,3번 승강장)이 주로 본선, 외측 2선(1,4번 승강장)이 대피선이다.
- 전기도선 이외에도 1,4번 승강장에 10량 편성이 각각 야간 유치된다.

## 역 주변

### 기타구치
- 유료 주차장
- 사가미하라 소부다이 우체국
- 사가미하라 아라이소노 우체국
- 오다큐 마르쉐 소부다이
- 요코하마 은행 자마 지점
- 자마 경찰서 소부다이마에 파출소
- 자마시청
- 하모니 홀 자마(자마시립 시민 문화 회관)
- 스카이 아레나 자마(자마시립 시민 체육관)
- 자마시 도서관
- 자마시 소방 본부
- 자마 우체국
- 사가미하라시청 소부다이 출장소
- 사가미하라시립 종합 체육관
- 현립 사가미하라 공원
- 현립 야토야마 공원

### 남쪽
- 소부다이미나미 상점가
- 대리석 벤치(연인들의 기념물)
- 현립 야토야마 공원
- 가니가사와 공원
- 자마시립 자마 중학교
- 자마시청
- 자마 온천
- 업무 슈퍼 소브 다이점

## 인접역
| 오다큐 오다와라선                  | 오다큐 오다와라선 | 오다큐 오다와라선           |
| ---------------------------------- | ----------------- | --------------------------- |
| (무정차통과)                       | ■ 쾌속급행 ■ 급행 | (무정차통과)                |
| OH 29 오다큐사가미하라 아야세 방면 | □ 통근준급        | 자마 OH 31 (하행 열차 없음) |
| OH 29 오다큐사가미하라 아야세 방면 | ■ 준급            | 자마 OH 31 오다와라 방면    |
| OH 29 오다큐사가미하라 신주쿠 방면 | ■ 각역정차        | 자마 OH 31 오다와라 방면    |